# Bothriembryon bradshaweri
Bothriembryon bradshaweri е вид охлюв от семейство Orthalicidae. Видът е уязвим и сериозно застрашен от изчезване.

## Разпространение
Разпространен е в Австралия.